# 괴물군 (수학)
군론에서 괴물군(怪物群, 영어: monster group)은 26개의 산재군 가운데 가장 크기가 큰 것이다. 괴물군의 크기는 다음과 같다.
|   | 246 · 320 · 59 · 76 · 112 · 133 · 17 · 19 · 23 · 29 · 31 · 41 · 47 · 59 · 71 |
| = | 808,017,424,794,512,875,886,459,904,961,710,757,005,754,368,000,000,000      |
| ≈ | 8 · 1053.                                                                    |

괴물군은  수론 및 군론 그리고 물리학 등에서 대칭과 관련된 문제들과 연관된다. 로버트 루이스 그리스 주니어(Robert Louis Griess, Jr.)와 브렌드 피셔(Bernd Fischer)에 의해서 그 존재가  예측되었다.
괴물군은 j-불변량과 밀접한 관계를 가지는데, 이를 가공할 헛소리(영어: monstrous moonshine)라고 한다. 헛소리는 리처드 보처즈가 보손 끈 이론을 사용해 증명하였고, 이 공로로 필즈상을 수여받았다.

## 같이 보기
- j-불변량
- 산재군